# Ponggok (Ponggok)
Ponggok is een bestuurslaag in het regentschap Blitar van de provincie Oost-Java, Indonesië. Ponggok telt 10.852 inwoners (volkstelling 2010).